# Caposaldo Belvedere
Il Caposaldo Belvedere è uno dei capisaldi del "Gruppo Piccolo San Bernardo" del Sottosettore X/b Piccolo San Bernardo, insieme al Caposaldo Piccolo San Bernardo, al Caposaldo Colle della Croce-Colle San Carlo e al Caposaldo Verney. Esso fa parte del X Settore di Copertura Baltea, uno dei dieci settori in cui venne diviso il Vallo alpino occidentale.
Il caposaldo prende il nome dal Monte Belvedere (in francese mont Belvédère - 2641 m s.l.m.), la cui vetta segna oggigiorno il confine tra la Francia e l'Italia, e si trova nel comprensorio sciistico di La Thuile, in Valle d'Aosta.

## Storia e descrizione
1 Opera 46
2 Opera 55
3 Centro 3
Alcuni sondaggi archeologici condotti sul fianco nord del Monte Belvedere hanno permesso di attribuire un bivacco all'epoca dell'offensiva francese della primavera del 1794.
Se le prime fortificazioni moderne in Valle d'Aosta vengono realizzate già a partire dal 1924, è solo negli anni Trenta del Novecento che vedono la luce i fortini del Monte Belvedere e del Monte Chaz Duraz o Chaz Dura (2579 m s.l.m.).
In particolare, secondo Andrea Vanni Desideri et alii, la batteria del Belvedere segue i criteri tecnici della circolare 200 del 6 agosto 1931.
Il Caposaldo Belvedere si componeva della batteria Chaz Duraz, dei centri di fuoco 1 e 3,  delle opere 26 bis, 45, 46, 47, 48, 50, 51, 52, 53, 54 e 55 e delle postazioni E, F, G, H, O e Y.
Tra il 1937 e il 1940 viene realizzata la batteria in caverna di Chaz Duraz, posta  «sul lungo costone che con dorsale abbastanza uniforme si estende da Terre Nere fin verso Monte Belvedere.»

Come spiega Massimo Ascoli, «data la caratteristica del luogo, la batteria venne tracciata in senso trasversale in modo da consentire minor lunghezza dei cunicoli d'accesso e, per ottenere ulteriori riduzioni economiche, l'opera venne divisa in due sezioni di due pezzi ciascuna, indipendenti e con i rispettivi ingressi. Il progetto prevedeva che la batteria venisse armata con 4 obici da 100/17 su piazzole e fosse completata con un osservatorio e alcuni cunicoli di collegamento.»
Nel novembre 1942, per l'attuazione dell'"emergenza O" dovuta allo sbarco alleato in Africa Nord-Occidentale e il desiderio di occupazione della Francia Meridionale, il sottosettore X/b trasferisce il Caposaldo Belvedere al rifugio Chiocchetti per difendere la Bocchetta Belvedere fino all'Armistizio di Cassibile dell'8 settembre 1943.
Alla fine del conflitto bellico, secondo le direttive dei Trattati di Parigi del 1947, molte strutture sul confine vennero distrutte o, per motivi economici, semplicemente disarmate e abbandonate.
Le fortificazioni del caposaldo Belvedere ancora visibili tra la vetta del monte e il Colle del Belvedere risultano ad oggi fortemente danneggiate o in rovina.

## Accesso
Partendo da Les Suches, in un'ora di passeggiata lungo il sentiero n. 9 fino al primo bivio, poi prendendo a destra sul sentiero 9b, si arriva alla cima di Chaz Duraz da cui si apre la vista sul Ghiacciaio del Rutor, la catena del Monte Bianco, il Gran Combin e il Cervino. Prendendo invece a sinistra si arriva al Colle del Belvedere, da cui si può proseguire fino alla cima del Monte Belvedere.

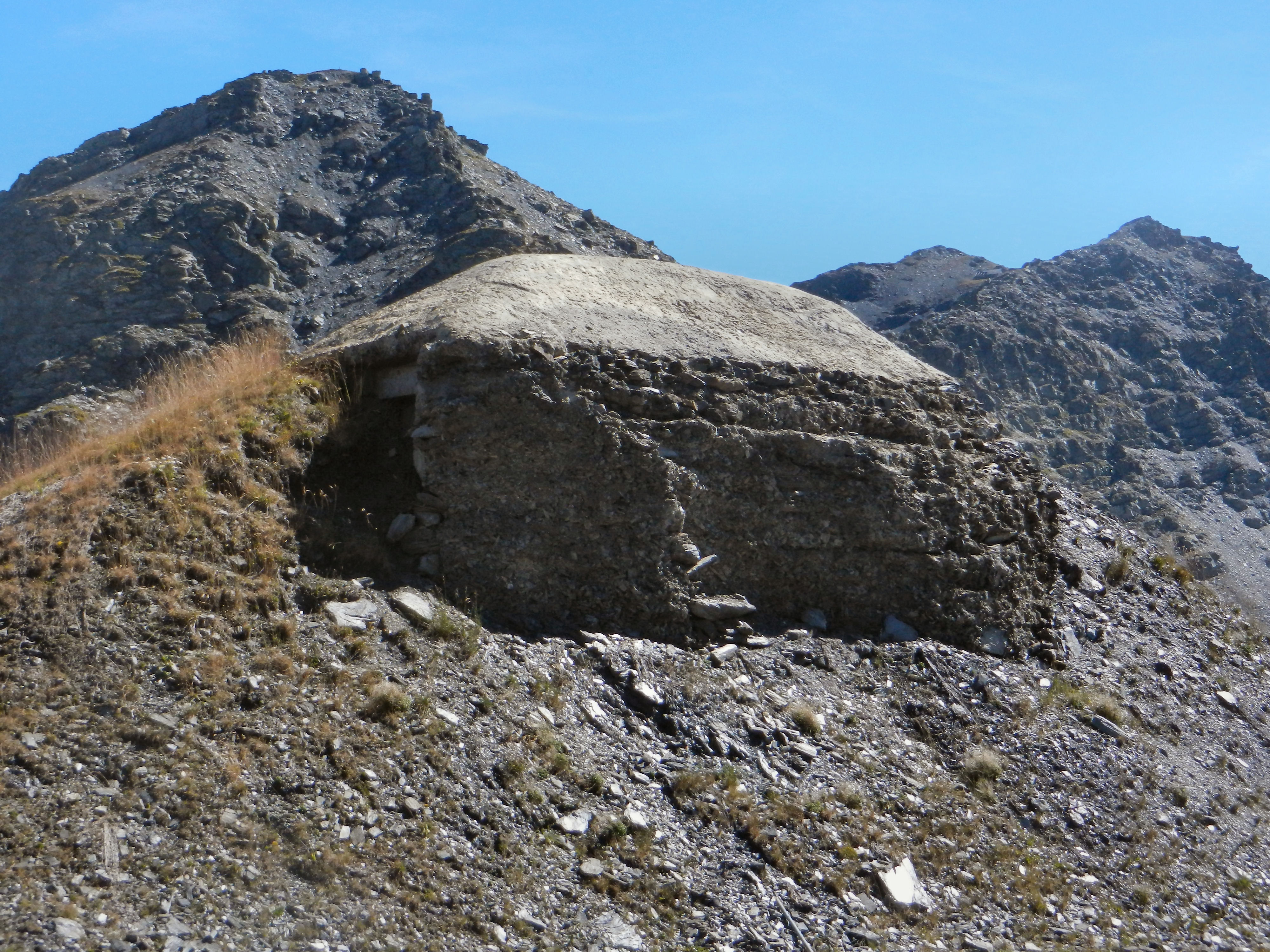
Ruderi di una postazione Tobruk al colle del Belvedere.
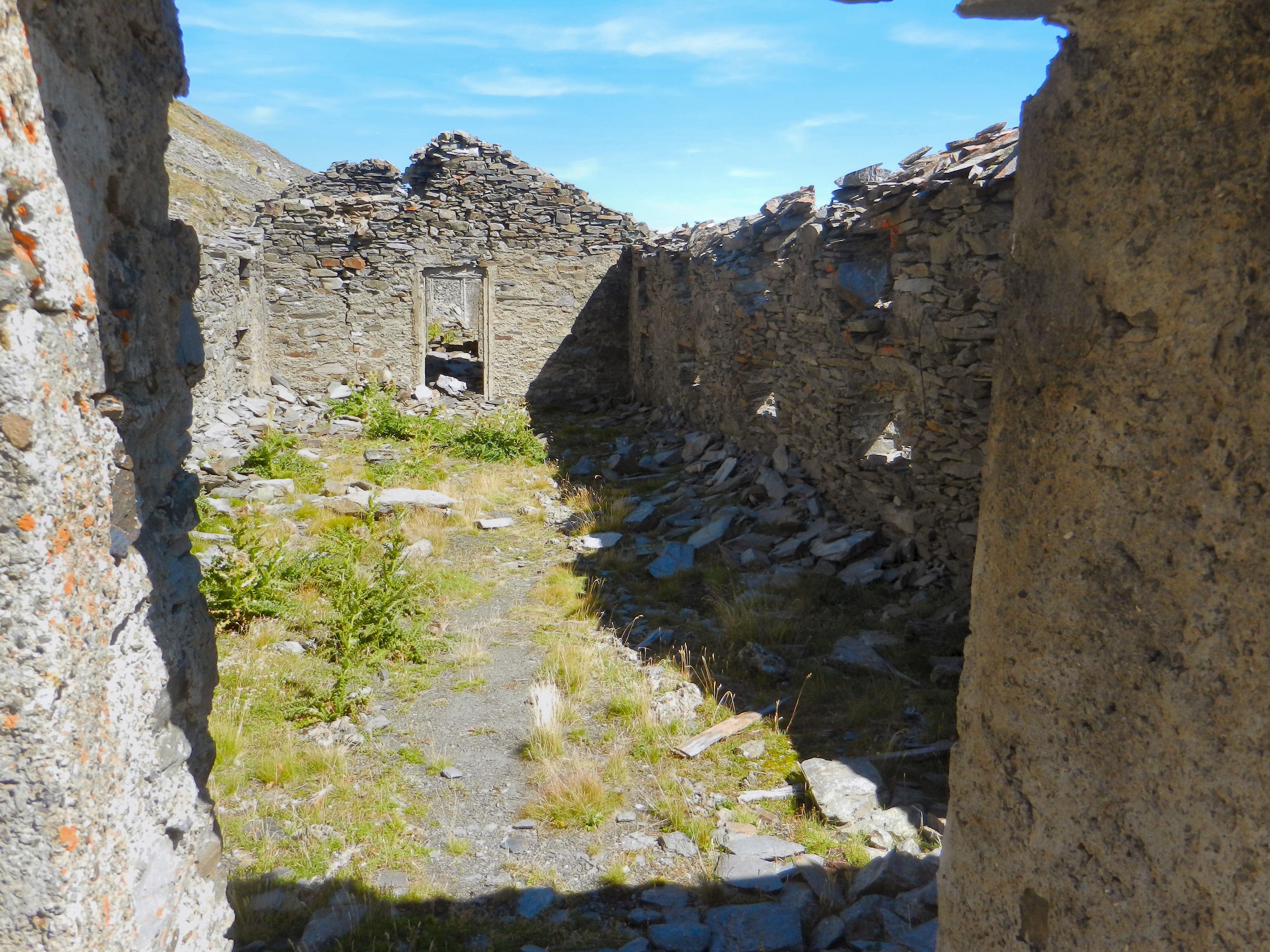
Ruderi al colle del Belvedere.
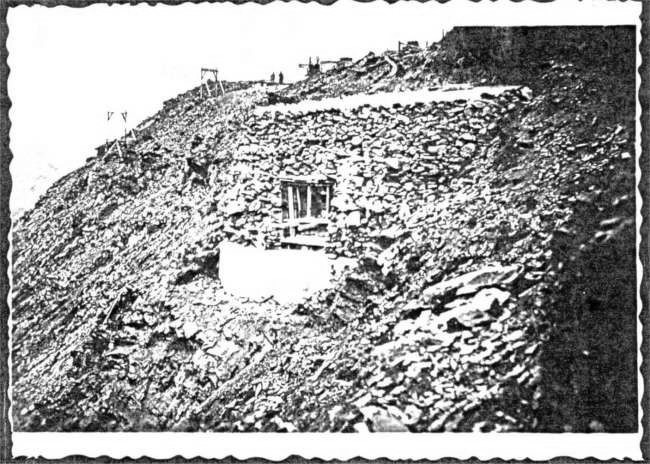
Batteria di Chaz Duraz nel 1937 (CPA).
I resti della batteria di Chaz Duraz nel 1997.
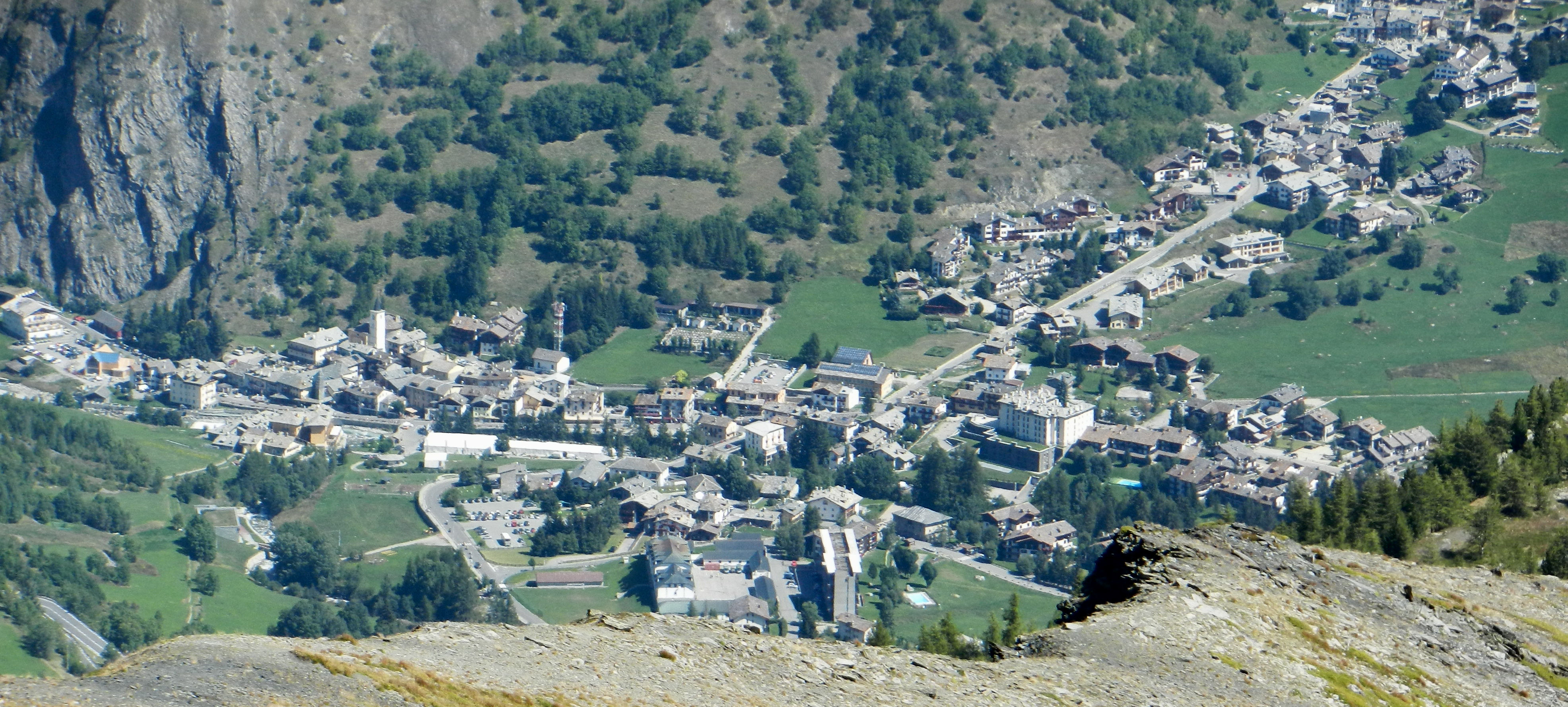
Vista strategica dal Monte Chaz Duraz su La Thuile.